# A.N.T. Farm (2.ª temporada)

## Elenco

### Principal
- China Anne McClain como Chyna Parks.
- Sierra McCormick como Olive Doyle.
- Jake Short como Fletcher Quimby.
- Stefanie Scott como Lexi Reed.
- Carlon Jeffery como Cameron Parks.

### Recorrente
- Finesse Mitchell como Darryl Parks.
- Elise Neal como Roxanne Parks.
- Zach Steel como Gibson.
- Mindy Sterling como Susan Skidmore.
- Aedin Mincks como Angus Chestnut.
- Allie DeBerry como Paisley Houndstooth.
- Claire Engler como Violet.
- Vanessa Morgan como Vanessa LaFontaine.

## Episódios
O Disney Channel renovou "Programa de Talentos" para uma segunda temporada em 30 de novembro de 2011. Esta temporada omeçou a ser filmada a partir de fevereiro de 2012 até agosto de 2012. 
A temporada é composta por 20 episódios. 
- China Anne McClain, Sierra McCormick, Jake Short e Stefanie Scott estão presentes em todos os episódios.
- Carlon Jeffery está ausente por dois episódios.
- Mesmo não sendo do elenco principal, Aedin Mincks está presente em todos os episódios menos em Caça ao Tesouro.
- Zendaya participa do primeiro episódio Consultora Criativa.
- O episódio 16 "Cantos de uma Vida" é um especial de uma hora, e tem a participação de Sierra McClain e Lauryn McClain, irmãs de China Anne McClain.

| #. | #  | Títulos                                       | Estreias                                       | Código de Prod. | Audiência original (em milhões) |
| --- | -- | --------------------------------------------- | ---------------------------------------------- | --------------- | ------------------------------- |
| 26 | 1  | "Consultora Criativa" "Creative ConsultANT"   | 1 de junho de 2012 11 de setembro de 2012      | 207             | 2.8                             |
| Sequoia Jones (Zendaya), uma atriz famosa, chega ao Webster School e está à procura de um prodígio musical, porque ela vai fazer um filme em que ela será um prodígio musical. Chyna decide ajudar Sequoia, porém, esta rouba a identidade e a personalidade de Chyna. Sequoia mais tarde diz que tudo fazia parte de seu filme, mas ela ainda zomba de Chyna, enquanto ela está cantando sua canção na noite do cabaré na escola. Enquanto isso, Cameron e Fletcher tentam assistir a um filme de crianças, chamado "Cheirosos". Convidados especiais: Zendaya como Sequoia Jones, Finesse Mitchell como Darryl Parks, Aedin Mincks como Angus Chestnut. Canção em destaque: "DNA". |    |                                               |                                                |                 |                                 |
| 27 | 2  | "Infantil" "InfANT"                           | 1 de junho de 2012 18 de setembro de 2012      | 201             | 2.9                             |
| Um bebê chamado Sebastian, pensado para ser um prodígio, é deixado aos cuidados das formigas e Chyna, Olive, Violet, e Fletcher tentam descobrir o pródigo do bebê. Eles tentam arte, música, karatê, etc... Skidmore quer que eles encontrem o talento do bebê. Mas na verdade, era tudo um truque da Diretora Skidmore. Convidados especiais: Claire Engler como Violet e Mindy Sterling como Diretora Skidmore. |    |                                               |                                                |                 |                                 |
| 28 | 3  | "Menina Fantasia" "FANTasy Girl"              | 8 de junho de 2012 25 de setembro de 2012      | 202             | 2.7                             |
| As formigas são responsáveis por modalidades do baile da escola. Fletcher e Chyna irão juntos para Fletcher não ter que ir com Violet. Enquanto isso, Chyna e Olive fingem que Fletcher está morto para arrecadar dinheiro para o baile, com a venda de suas pinturas, mas tentam esconder Fletcher quando a pessoa que comprou as pinturas aparece no baile. Cameron procura um par para o baile, e encontra uma garota que aparentemente gosta dele também, mas não é como ele imagina: a garota era apenas uma alucinação de Cameron. Convidados especiais: Vanessa Morgan como Vanessa, Claire Engler como Violet. Canção em destaque: Dancing by Myself. |    |                                               |                                                |                 |                                 |
| 29 | 4  | "Representação de Miss" "Modeling AssignmANT" | 22 de junho de 2012 2 de outubro de 2012       | 205             | 3.2                             |
| Chyna ajuda Cameron á impressionar Vanessa, uma modelo que ele imaginava ser sua namorada. Enquanto isso, Lexi consegue um emprego no novo restaurante de Hippo, e tentando fazer com que Lexi seja ruim no seu trabalho, Olive e Fletcher mudam o tema do restaurante para fazer a da vida de Lexi um desastre, mas tudo dá errado o tempo todo. Convidada especial: Vanessa Morgan como Vanessa. Nota: - Este episódio é uma continuação de "Menina Fantasia". |    |                                               |                                                |                 |                                 |
| 30 | 5  | "Respostas" "ANTswers"                        | 29 de junho de 2012 2 de outubro de 2012       | 206             | 3.4                             |
| Diretora Skidmore desliga o acesso da escola à Internet, assim as formigas começam o Programa de Internentos. Enquanto isso, Lexi começa a ficar com ciúmes de Vanessa pois ela é selecionada para o modelo para o restaurante do Hippo. Convidados especiais: Mindy Sterling como Diretora Skidmore, Aedin Mincks como Angus, Allie DeBerry como Paisley, Vanessa Morgan como Vanessa e Lowe Matt como Hippo. Nota: - Quando Lexi pergunta o porquê de Vanessa namorar Cameron, ela se pergunta se Vanessa é um vampiro. Cameron então diz: "Por que alguém iria contratar uma babá que é um vampiro?" Isto está se referindo ao papel de Vanessa em "Minha Baba é uma Vampira" do Disney XD. - Também existe uma referência ao meme da Internet Trololo. |    |                                               |                                                |                 |                                 |
| 31 | 6  | "O Antagonista" "ANTagonist"                  | 6 de julho de 2012 9 de outubro de 2012        | 208             | 2.8                             |
| Depois de criar uma animação muito triste, Chyna informa Fletcher para fazer uma animação sobre algo que é familiar com ele, por isso ele cria uma animação ofensiva sobre Olive, fazendo dela uma formiga chamada "Pimento". Ele ganha popularidade maior, e Olive é muito ofendida, então ela tenta ofender Fletcher como vingança, mas não funciona tão bem. Enquanto isso, Cameron se junta ao clube de beleza para manter Vanessa longe de outros meninos, mas acaba terminando com Vanessa. |    |                                               |                                                |                 |                                 |
| 32 | 7  | "Resistentes" "EndurANTs"                     | 13 de julho de 2012 16 de outubro de 2012      | 209             | 3.0                             |
| As formigas vão a uma convenção do Programa de Talentos Australiano, porém, Lexi e Paisley foram para a Austrália, mas ficam presas na convenção do Programa de Talentos Australiano. Na convenção, Chyna conhece um prodígio da natureza australiano chamado Neville, que tem um show, onde seu nome foi Tazmanian Neville. Fletcher quer provar que ele já é um homem, então ele pergunta a um supervisor australiano o que ele deve fazer, porém, o supervisor o deixa no meio do deserto australiano. Chyna, Olive, Angus, e Neville vão atrás de Fletcher, mas descobrem que Neville é um prodígio do teatro, que não sabe nada sobre a natureza. Enquanto isso, Lexi e Paisley se vestem como nerds para participarem de uma competição, valendo R$50,000. Ausente: Carlon Jeffery como Cameron Parks. Convidados especiais: Billy Unger como Neville, Allie DeBerry como Paisley, Aedin Mincks como Angus. |    |                                               |                                                |                 |                                 |
| 33 | 8  | "Parque de Diversão" "AmusemANT Park"         | 20 de julho de 2012 23 de outubro de 2012      | 211             | 3.4                             |
| Os alunos vão a um parque de diversões. Lexi, Paisley, e Olive entram num concurso de beleza de boneca. Chyna e Cameron gastam todo o seu dinheiro, e sua mãe está esperando todo o dinheiro de volta, então, eles montam um estande falso e acabam dando todas as bonecas de Olive. Enquanto isso, Fletcher e Angus vão para uma montanha-russa gigante para obter uma boa imagem. |    |                                               |                                                |                 |                                 |
| 34 | 9  | "Competidores" "ContestANTs"                  | 10 de agosto de 2012 5 de fevereiro de 2013    | 212             | 2.8                             |
| Chyna e Lexi estão determinadas a levar para casa o prêmio de R$1.000 em um concurso local de canto em dupla. Mais tarde, elas concluem que a sua melhor chance de ganhar é trabalhar juntas. Enquanto isso, Cameron e Fletcher passam a tarde caçando Duncan, o Dragão, um personagem do parque, que eles acham que roubou a carteira de Fletcher. |    |                                               |                                                |                 |                                 |
| 35 | 10 | "Confinamento" "ConfinemANT"                  | 24 de agosto de 2012 12 de fevereiro de 2013   | 213             | 3.5                             |
| Chyna, Fletcher, e Olive ficam com medo de que o financiamento da escola afetará os programas de arte e música. Em outros lugares, Lexi fica irritada quando todos param de prestar atenção a ela e, prestam atenção aos anúncios da manhã de Cameron. Lexi imediatamente toma os anúncios da manhã e Cameron fica furioso quando Lexi se torna incrivelmente popular. |    |                                               |                                                |                 |                                 |
| 36 | 11 | "Inteligente" "IntelligANT"                   | 7 de setembro de 2012 19 de fevereiro de 2013  | 214             | 2.4                             |
| Os alunos fazem o teste de QI; Olive fica furiosa quando Chyna ganha a pontuação maior. Olive refaz o teste para receber uma pontuação maior, mas ela acaba ganhando uma pontuação menor ainda. Olive decide mudar e começa a agir como uma loira burra. No dia seguinte, ela se transforma em uma mini Paisley, agindo apenas como ignorante uma pessoa ignorante. Enquanto isso, uma vez que Chyna tem a maior pontuação de QI em toda a escola, Skidmore a escolheu para representar a escola Webster no Acadecathalon. Chyna fica completamente perdida, e quer que Olive tome seu lugar. Angus revela que invadiu o computador da escola e mexeu com os resultados dos testes de Olive para diminuir sua auto-estima para finalmente sair com ela. Em outros lugares, Lexi e Cameron treinam para competir no curling nos Jogos Olímpicos com Gibson e Violet, a fim de ser dispensada da educação física. |    |                                               |                                                |                 |                                 |
| 37 | 12 | "Outro Significativo" "SignificANT Other"     | 21 de Setembro de 2012 26 de Fevereiro de 2013 | 215             | 2.6                             |
| Fletcher pede constantemente a Chyna para ela sair com ele. Desesperada por ajuda, Chyna procura o conselho de Lexi. Chyna não quer estragar a amizade deles, então Lexi diz-lhe para aceitar o convite e ele acabará por perder o interesse nela. Chyna concorda em sair com Fletcher e em vez de perder o interesse, ele se torna ainda mais pegajoso com Chyna. Lexi diz a Chyna que ela tem que fazer com que Fletcher termine com ela. Chyna se torna uma namorada pior, a mais irritante de sempre. Fletcher tem vista para isso e quer levar a sua relação para o próximo nível. Enquanto isso, Olive e Paisley formam uma dupla para um experimento de psicologia e Cameron é a vítima delas. Para conseguirem fazer o projeto, Olive torna Cameron o monitor de corredor, elas continuamente fazem coisas ruins, a fim de serem punidas. Cameron não faz nada e ele enlouquece Olive. Cameron revela que ele e Paisley, na verdade, eram parceiros e sua experiência foi como deixar uma pessoa calma à beira da loucura, que é o que eles fizeram com Olive. |    |                                               |                                                |                 |                                 |
| 38 | 13 | "Monstrograma de Talentos 2" "MutANT Farm 2"  | 5 de outubro de 2012 30 de outubro de 2012     | 213             | 2.9                             |
| Chyna, Olive e Fletcher estão se preparando para a festa de Halloween no Monstrograma de Talentos, Chyna acaba conhecendo um garoto na festa, chamado João. Mas acaba descobrindo que ele é humano, e monstros e humanos não podem namorar, então ela pede para Olive transformá-la em humana, mas Lexi acaba entregando tudo, confessando que Chyna é humana e João vai embora com medo, e pede para Olive transformá-lo em monstro para ficar com Chyna. Enquanto isso, Olive cria duplicatas de si mesma. Ausente: Carlon Jeffrey como Cameron Parks. Convidados especiais: Austin North como João, Claire Engler como Violet. Canção em destaque: "I Got My Scream On". |    |                                               |                                                |                 |                                 |
| 39 | 14 | "Agência de Detetives" "Detective AgANTcy"    | 26 de outubro de 2012 4 de junho de 2013       | 214             | 2.2                             |
| Chyna convence seu pai que deixou seu emprego como policial, iniciar o seu próprio negócio como um investigador particular. Mas quando o comercial das formigas para seu novo negócio não ganha muita publicidade na internet, Chyna cria uma cena de crime falso para que a Diretora Skidmore contrate o seu pai para resolver o crime. Chyna esconde seus instrumentos no armário do zelador, mas quando ela abre, seus instrumentos não estão lá. O pai dela resolve o caso: A Diretora Skidmore levou os instrumentos e derreteu-os para fazer uma estátua dela. O pai de Chyna só foi capaz de resolver o caso porque Chyna sempre diz a ele como a Diretora Skidmore é má. Enquanto isso, Lexi e Paisley competem para ganhar mais amigos no Wolf Pack. Elas escolhem Cameron para ser seu amigo. Paisley teria vencido, mas Lexi beija Cameron na bochecha, e Cameron aceita seu pedido de amizade. |    |                                               |                                                |                 |                                 |
| 40 | 15 | "Caça ao Tesouro" "ScavANTger Hunt"           | 2 de novembro de 2012 11 de junho de 2013      | 215             | 2.7                             |
| A Webster School está abandonada devido os professores estarem com intoxicação alimentar da própria comida da escola. As formigas são as únicas na escola, e em vez de frequentar as aulas, a Diretora Skidmore faz com eles uma caça ao tesouro educacional em torno de San Francisco. Depois de Chyna e Lexi são escolhidas como capitães de equipe, eles escolhem suas equipes. Agora, as duas equipes competem para ver quem será a equipe vitoriosa. Notas: - Neste episódio especial há muitos Gibsons escondidos durante todo o episódio. Havia 66 Gibsons ocultos. - No episódio da 1ª Temporada "Fantasma do Armário", Olive menciona ter medo de girafas, mas não mostra nenhum tipo de medo nesse episódio, quando Paisley traz sua girafa para a competição. |    |                                               |                                                |                 |                                 |
| 41 | 16 | "Cantos de uma Vida" "chANTs of a Lifetime"   | 23 de novembro de 2012 18 de junho de 2013     | 216-217         | 2.4                             |
| Chyna é convidada para se juntar a sua banda favorita, Trifecta (Sierra McClain e Lauryn McClain), após a sua vocalista, Darlene, ficar incrivelmente mal. No dia seguinte, Chyna é tratada como uma superstar. Além disso, Sierra e Lauryn aparecem disfarçadas na escola e dizem a Chyna que Darlene decidiu sair do Trifecta, e elas querem que Chyna entre no grupo para ocupar o lugar de Darlene, e, em breve, elas vão fazer uma turnê de um ano. Chyna alegremente concorda, para o grande desgosto de Olive e Fletcher. Depois que Chyna vai embora para fazer a turnê do grupo, Lexi decide fazer seu próprio musical, onde finalmente ela será a estrela. Além disso, o Programa de Talentos está sendo invadido por adolescentes, pois Olive e Fletcher são totalmente desorientados sem Chyna. Mais tarde, é revelado que Darlene sabotou o caminho da turnê do Trifecta, porque Sierra e Lauryn demitiram ela por ela ser agressiva. Darlene pretende assa-las em um farol em uma forma de se vingar, mas seu plano dá errado quando Darlene acaba caindo da torre do farol. No final, Chyna admite que ela sente falta de seus amigos e de sua família, então ela decide voltar para San Francisco. Canções em destaque: "Go" e "How Do I Get There from Here". |    |                                               |                                                |                 |                                 |
| 42 | 17 | "A Reforma Antecipada" "Early retiremANT"     | 11 de janeiro de 2013 25 de junho de 2013      | 218             | 3.0                             |
| Chyna e o resto do Programa de Talentos estão de saco cheio com a Diretora Skidmore devido ao seu egoísmo e baixo custo da escola, porém, Chyna tem um esquema para fazer a Diretora Skidmore se aposentar, e ela a convence. Depois que a Diretora Skidmore sai da escola, a avó de Chyna, Gladys (Vernee Watson-Johnson), assume o cargo de Diretora. Porém, Gladys sempre envergonha Chyna e Cameron. Enquanto isso, Skidmore está irritada porque Olive não deixa ela desfrutar de sua aposentadoria em paz. No final, a Diretora Skidmore volta ao cargo de Diretora no Webster. |    |                                               |                                                |                 |                                 |
| 43 | 18 | "Influências" "InfluANTs"                     | 1 de fevereiro de 2013 19 de agosto de 2013    | 219             | 3.3                             |
| Chyna está tendo problemas com seu projeto Black History Month. Como Chyna se esforça para escrever uma música para sua apresentação, ela decide se trancar em uma cabine de gravação até que ela tenha uma grande idéia. Após acidentalmente adormecer, Chyna vai em uma viagem em um sonho no tempo em que ela se torna ícones famosos afro-americanos da música do passado: Ella Fitzgerald, Aretha Franklin, e Janet Jackson. Usando seu sonho como inspiração, Chyna escreve uma nova versão de "Exceptional" com letras que homenageiam as grandes mulheres que nasceram antes dela. Enquanto isso, quando Olive faz uma revisão de memória para o seu projeto, ela registra muitas coisas embaraçosas sobre Fletcher. |    |                                               |                                                |                 |                                 |
| 44 | 19 | "Crise de Identidade" "IdANTity Crisis"       | 5 de abril de 2013 9 de junho de 2013          | 220             | 3.1                             |
| Chyna descobre que Diretora Skidmore é má e ela rouba toda a identidade dos alunos da escola e transformá-los em iogurtes. Enquanto isso, Lexi está tendo um pesadelo: ela sonha que ela e Cameron são namorados. Última aparição como um membro do elenco principal: Carlon Jeffery. Nota: - Este episódio marca o último episódio de Carlon Jeffery como um membro do elenco principal, porém, ele participa da 3ª Temporada no episódio "Feature presANTation". |    |                                               |                                                |                 |                                 |
| 45 | 20 | "Restaurante" "RestaurANTuer"                 | 26 de abril de 2013 19 de agosto de 2013       | 221             | 2.1                             |
| Olive conhece um cara que trabalha no restaurante de Hippo. Chyna e Fletcher vão conhece-lo, porém, eles acham que ele não está adaptado para Olive. Enquanto isso, Lexi quer cantar para os clientes no restaurante de Hippo, porém, Hippo tem outras idéias. Ausente: Carlon Jeffery como Cameron Parks. Nota: - Apesar de não participar do episódio, este é o último episódio que Carlon Jeffery é considerado um membro do elenco principal. |    |                                               |                                                |                 |                                 |